# Olov Svahn
Olov Emanuel Svahn, född 10 oktober 1914 i Risinge församling, Östergötlands län, död 3 januari 1998 i Örgryte församling, Göteborg
, var en svensk ingenjör. 
Svahn, som var son till folkskollärare David Svahn och Signe Sundblad, utexaminerades från Kungliga Tekniska högskolan 1939, blev teknologie licentiat 1948 och teknologie doktor samma år. Han bedrev forskning vid Institutet för mekanisk teknologi 1939–1940, var förste assistent 1940–1941, tillförordnad professor vid Kungliga Tekniska högskolan 1941–1949, blev chef för bearbetande forskning vid Sandvikens jernverk 1949, överingenjör där 1952–1958 och var professor i mekanisk teknologi vid Chalmers tekniska högskola 1958–1981. Han var chef för Institutet för verkstadsteknisk forskning 1965–1971, teknisk rådgivare 1971–1977 och konsult 1978–1981. Han var medlem forskningsorganisationen inom Sveriges Mekanförbund och Jernkontoret samt invaldes som ledamot av Kungliga Ingenjörsvetenskapsakademien 1970.